# Музашвили, Джондо
Джондо Музашвили (род. 23 октября 1970, Мцхета) — грузинский самбист и дзюдоист, чемпион (1997) и серебряный призёр (1996) чемпионатов Грузии по дзюдо, чемпион и призёр чемпионатов Европы и мира по самбо, победитель Кубка мира по самбо, главный тренер сборной Грузии по самбо. Выступал во 2-й полусредней весовой категории (до 74 кг).
Музашвили долгое время был самым титулованным грузинским самбистом. Он трижды становился чемпионом мира, один раз — призёром чемпионата мира, чемпионом Европы и трижды — призёром чемпионатов континента. В 2016 году Вахтанг Чидрашвили в четвёртый раз победил на чемпионате мира и унаследовал звание самого титулованного самбиста Грузии.